# Triplaris punctata
Triplaris punctata är en slideväxtart som beskrevs av Paul Carpenter Standley. Triplaris punctata ingår i släktet Triplaris och familjen slideväxter. Inga underarter finns listade i Catalogue of Life.